# Новиков, Владислав Дмитриевич
Владислав Дмитриевич Новиков (род. 10 ноября 1993 года, Ленинградская область, Россия) — российский горнолыжник, участник Олимпийских игр в Сочи. Мастер спорта России. Универсал, выступает во всех дисциплинах горнолыжного спорта.

## Карьера
В Кубке Европы дебютировал 21 ноября 2012 года, тогда же первый, и пока последний раз попал в десятку лучших на этапе Кубка Европы, в гигантском слаломе. Лучшим достижением Новикова в общем зачёте Кубка Европы является 136-е место в сезоне 2012-13.
В Кубке мира дебютировал 24 января 2016 года в слаломе в Кицбюэле, где не смог квалифицироваться во вторую попытку.
На Олимпийских играх 2014 года в Сочи стал 35-м в гигантском слаломе.
За свою карьеру участия в чемпионатах мира не принимал. На юниорских чемпионатах мира не поднимался выше 44-го места.